# Goowy
Goowy foi um desktop online que integrava as tecnologias AJAX e Macromedia Flash, um dos exemplos da Web 2.0. De interface um pouco parecida com o Mac OS, diferencia-se de outros desktops online pelo foco nos recursos gráficos e de multimídia, além do alto grau de personalização de interface (skins). 
O sistema integra um cliente de e-mail, calendário, bloco de notas, agregador de RSS, gerenciador de favoritos e mensagens instantâneas; e também widgets flutuantes, chamados "minis". 
O serviço foi comprado pela AOL em 2008 e foi descontinuado.